# Разрешение на повторный въезд в США
Разрешение на повторный въезд в США, или форма I-327 (англ. U.S. re-entry permit) — проездной документ, аналогичный удостоверению личности, выдаваемый Службой гражданства и иммиграции США законным постоянным жителям США, позволяющий им выезжать за границу и возвращаться в Соединённые Штаты. Представляет собой буклет, похожий на паспортный, с сине-зелёной обложкой с надписью «TRAVEL DOCUMENT» на лицевой стороне. Лица, чьё заявление на получение постоянного вида на жительство ещё не было одобрено, могут вместо этого подать заявление на предварительное условно-досрочный выезд (форма I-512).

## Назначение
Основная цель разрешения на повторный въезд — позволить постоянным жителям покинуть Соединённые Штаты на продолжительный период времени, при этом не потеряв статус постоянного резидента США. Будучи владельцем Грин-карты постоянный резидент имеет право свободно выезжать и возвращаться в Соединённые Штаты при условии, что его пребывание за рубежом будет длиться менее 1 года. Любая поездка за границу продолжительностью один год и более автоматически приводит к потере постоянного места жительства. Поэтому если владелец Грин-карты намеревается совершить длительную поездку за границу, то ему необходимо подать заявление о разрешении на повторный въезд, которое выдаётся на срок до 2-х лет. В случае завершения срока действия документа можно подать заявление на новое разрешение на повторный въезд и таким образом продлить своё пребывание за рубежом.
Другая цель разрешения на повторный въезд — служить международным проездным документом вместо паспорта для постоянных жителей США, которые не имеют гражданства, которые не могут получить паспорт из своей страны или которые хотят поехать в место, где они не могут использовать их паспорт. Постоянный житель, получивший постоянное место жительства в качестве беженца, может подать заявление на получение проездного документа беженца или разрешения на повторный въезд, но не то и другое вместе.
Форма USCIS I-131 (заявка на проездной документ) используется для подачи заявления на разрешение на повторный въезд и другие проездные документы. Разрешение на повторный въезд может быть подано только тогда, когда заявитель находится в Соединённых Штатах.